# Episodi di Peaky Blinders (sesta stagione)
La sesta e ultima stagione della serie televisiva  Peaky Blinders  è stata trasmessa in prima visione assoluta nel Regno Unito dal canale via cavo BBC One dal 27 febbraio  al 3 aprile 2022.
In Italia è stata interamente distribuita su Netflix il 10 giugno 2022.
| n° | Titolo originale | Titolo italiano         | Prima TV UK      | Pubblicazione Italia |
| -- | ---------------- | ----------------------- | ---------------- | -------------------- |
| 1  | Black Day        | Giornata nera           | 27 febbraio 2022 | 10 giugno 2022       |
| 2  | Black Shirt      | Camicia nera            | 6 marzo 2022     | 10 giugno 2022       |
| 3  | Gold             | Oro                     | 13 marzo 2022    | 10 giugno 2022       |
| 4  | Sapphire         | Zaffiro                 | 20 marzo 2022    | 10 giugno 2022       |
| 5  | The Road to Hell | La strada per l'inferno | 27 marzo 2022    | 10 giugno 2022       |
| 6  | Lock and Key     | Sotto chiave            | 3 aprile 2022    | 10 giugno 2022       |

## Giornata nera
- Titolo originale: Black Day
- Diretto da: Anthony Bryne
- Scritto da: Steven Knight

### Trama
L'episodio riprende gli eventi dell'episodio precedente: Tommy tenta di spararsi alla testa ma scopre che la pistola non contiene proiettili e cade per terra disperato; viene avvicinato da Lizzie che gli rivela che Arthur ha svuotato l'arma, gli dice che non è più un soldato ma un semplice codardo. Dopo che Lizzie si allontana, Tommy si rialza e sente squillare in lontananza il telefono di casa vedendo passare davanti a lui un carro. Entrato nel suo ufficio, Tommy riceve una chiamata dal Capitano Swing. Quest'ultima informa Tommy che i suoi uomini hanno portato davanti alla sua tenuta tre corpi: aprendoli, Tommy scopre i corpi di Barney, l’ex soldato che doveva assassinare Mosley, Aberama Gold e Polly.  L'intera famiglia Shelby si riunisce per il funerale di Polly con Michael che giura vendetta su Tommy.  Nel 1933, quattro anni dopo, Tommy, ora sobrio, organizza un incontro con un Michael estraniato e soci in affari di Jack Nelson, un capo di una banda a sud di Boston e zio di Gina sull'Isola di Miquelon (comune francese di Miquelon-Langlade, ma al largo delle coste canadesi).
A seguito di colloqui infruttuosi per riprendere gli affari, Tommy fa finire Michael in prigione per possesso di oppio puro. Nel frattempo, a Small Heath, la tossicodipendenza di Arthur continua a crescere in modo vertiginoso dopo la morte di Polly. Più tardi, Tommy viene chiamato da Lizzie che annuncia che lei, Charles e la loro figlia Ruby non possono recarsi in Canada a causa dell'improvvisa malattia di quest'ultima. Credendo che la sua malattia sia un messaggio legato agli zingari, Tommy decide di tornare in Inghilterra.
Questo episodio è stato dedicato a Helen McCrory (interprete di Polly Gray) e, più che alla musica, i titoli di coda comprendevano il canto di un merlo maschio.

## Camicia nera
- Titolo originale: Black Shirt
- Diretto da: Anthony Bryne
- Scritto da: Steven Knight

### Trama
Tommy torna in Inghilterra e viene informato che Ruby si sta riprendendo. La sera stessa egli ha un episodio di disturbo da stress post traumatico in bagno e Lizzie, dopo averlo soccorso, lo esorta a vedere un dottore, ma lui rifiuta. Dopo che Jack Nelson ha espresso interesse per incontrare i fascisti, Tommy vede un'opportunità in un'alleanza con il Capitano Swing. Visita Alfie e annuncia la morte di suo zio al Cotton Club per mano della banda di Jack Nelson.  Dopo un incontro teso con Mosley e la sua amante Diana Mitford, Tommy incontra Jack Nelson e accetta di fornire informazioni sulla politica inglese alla sua banda in cambio di oppio. Tommy viene informato che Ruby è di nuovo malata e decide di contattare Esme, la ex moglie di John, il fratello defunto di Tommy.

## Oro
- Titolo originale: Gold
- Diretto da: Anthony Bryne
- Scritto da: Steven Knight

### Trama
Mentre Ruby si ammala di tisi e viene trattata con l'oro, Tommy va alla ricerca della fonte della maledizione che crede sia stata imposta sulla sua famiglia e alla fine si riunisce con Esme. Ada, intanto, assume il ruolo di Tommy a Birmingham e incontra Mosley, Diana, Jack Nelson e Gina. Nel frattempo, Arthur si dirige a Liverpool per affrontare Hayden Stagg, ma finisce per essere sminuito mentre quest'ultimo affronta ulteriormente Arthur sullo stato della sua salute mentale.  Tommy scopre che la persona a cui ha dato lo zaffiro maledetto che un tempo apparteneva a Grace, morta dopo che Tommy glielo ha regalato, aveva una figlia morta all'età di sette anni, spingendo Tommy a credere che fosse stata questa donna a maledire Ruby per vendetta. Tommy torna a Birmingham e va direttamente all'ospedale dove si trova Ruby. Lizzie lo incontra all'ingresso disperata e infuriata, per dirgli che il trattamento con sali d'oro non ha funzionato e annuncia la morte della figlia.

## Zaffiro
- Titolo originale: Sapphire
- Diretto da: Anthony Bryne
- Scritto da: Steven Knight

### Trama
Mentre i familiari assistono al funerale di Ruby, Tommy mette in atto di vendicarsi uccidendo la famiglia della donna che aveva maledetto la bambina. Sconvolto dal dolore, Tommy ignora le lettere del suo medico personale poiché il suo rapporto con Lizzie è ancora più teso. Ada è presa di mira dai nazisti e la dipendenza di Arthur con l'oppio continua a crescere. L'incontro tra Tommy, Mosley, Diana, Nelson e il Capitano Swing ha luogo: Jack Nelson accetta di lasciare che Tommy commerci oppio a Boston mentre ottiene informazioni da Mosley sul futuro politico dell'Inghilterra e concorderà con Swing che la classe operaia irlandese potrà essere convinta a rivoltarsi. Tommy finalmente incontra il Dott. Holford, suo medico personale, e gli viene detto che a causa del contatto con Ruby mentre era malata, ha sviluppato un tubercoloma inoperabile e che ora gli rimangono solo tra 1 anno o 18 mesi di vita. L'episodio si conclude con Tommy che parla con Polly chiedendole di dargli il tempo di cui ha bisogno per fare quello che deve fare.

## La strada per l'inferno
- Titolo originale: The Road to Hell
- Diretto da: Anthony Bryne
- Scritto da: Steven Knight

### Trama
Tommy si occupa del negozio cinese che aveva fatto avvicinare Arthur all'oppio, facendosi dare le droghe rimanenti e gettandole nel canale assieme alla bomba con la quale ha tenuto sotto scacco la coppia straniera. Durante una riunione di famiglia, Tommy presenta il figlio appena ritrovato, Erasmus "Duke" Shelby. Linda ritorna, volendo aiutare Arthur a riscattarsi una volta per tutte, mentre Arthur costringe Billy Grade a uccidere un arbitro che si rifiutava di lasciarsi corrompere e truccare così i risultati delle partite. In seguito Billy viene minacciato da Jack Nelson all'interno di una sauna in maniera tale da renderlo suo informatore, affinché possa aiutare l'assassinio di Arthur. Tommy va a letto con Diana come pagamento per la causa di quest'ultima. Durante l'ultimo incontro con Jack Nelson a casa Shelby, giungono anche Mosley e Lady Diana, la quale dice a Lizzie che è molto fortunata ad avere sempre ciò che lei ha avuto per una sola notte, lasciando intendere il loro rapporto alla moglie e che Tommy le era sleale, in un atto escogitato puramente per dividere lei e Tommy l'uno dall'altro. Quando Mosley esprime il suo pensiero, secondo il quale Tommy meriti di meglio come compagna se vuole salire a capo del mondo, Tommy risponde per la prima volta ad una provocazione dei tre dicendo che, in effetti, Lizzie non merita ciò che lui è diventato, in quanto alla fine è sempre stato un individuo simile a Mosley, Nelson e Diana, nonostante cercasse di sembrare il più possibile diverso da loro. Alla fine dell'episodio, Michael incontra un prete in prigione e gli viene detto che può andarsene se risponde a una domanda. Michael dice di aver consultato Polly dall'oltretomba e ribadisce che ucciderà Tommy.

## Sotto chiave
- Titolo originale: Lock and Key
- Diretto da: Anthony Bryne
- Scritto da: Steven Knight

### Trama
Michael viene scarcerato, giurando vendetta su Tommy. Lizzie lascia Tommy dopo la scoperta di lui e Diana, con Tommy che le dà il permesso di portare Charles con sé. Egli ordina al resto dei Peaky Blinders di demolire la sua casa e di dare alla talpa tra loro, Billy Grade, false informazioni per attirare l'IRA in una trappola.  Smascherato Billy e condotto con l'inganno alla "festa", i membri della banda torturano quest'ultimo. Infine, Duke lo uccide, dopo aver provato la fedeltà di Finn che ha cercato di ribellarsi all'ordine di ucciderlo, tentando di uccidere Duke. Finn viene completamente allontanato dalla famiglia, alla quale giura vendetta. L'IRA cade nella trappola e, mentre dei sicari procedono ad uccidere Arthur al Garrison, Charlie e Jeremiah intervengono con pesanti armi da fuoco. Nella sparatoria che ne scaturisce a Garrison Lane, i tre uccidono i restanti assassini dell'IRA e Arthur uccide il Capitano Swing per vendicarsi della morte di Polly. Sull'Isola di Miquelon, Michael si prepara a incontrare Tommy: la sua banda ha messo una bomba nella sua macchina con un timer di 30 minuti. Tommy arriva e concludono l'affare, scambiando l'oppio con il pagamento, e poco dopo sale in macchina. Michael aspetta l'esplosione ma, a sua insaputa, Johnny Dogs (arrivato precedentemente sull'isola per volere di Tommy) aveva spostato la bomba dall'auto di Tommy all'auto dei soci di Michael, e l'esplosione li uccide tutti. Tommy e Michael si confrontano un'ultima volta e, alla fine, Tommy spara a Michael, soddisfacendo la previsione di Polly. Con tutti i suoi affari portati a compimento, Tommy organizza in una radura un banchetto di saluto alla sua famiglia, senza dire a nessuno di loro che ha un tubercoloma inoperabile. Un mese dopo, in un luogo sconosciuto, Tommy si prepara a spararsi all'interno della carrozza, piena di effetti personali, che fungerà da rogo funebre, ma poco prima di premere il grilletto ha una visione di Ruby, che gli dice che non è davvero malato, e di cercare la verità nel falò. Guardando un giornale bruciato, Tommy riconosce il Dott. Holford nella foto del matrimonio di Mosley e Diana, spingendolo a capire e a trovare il medico. Mentre lo sta tenendo sotto tiro, Holford rivela, riconoscendo che la malattia di Tommy era una farsa e che vivrà, che Mosley e i suoi alleati pensavano che l'unica persona che avrebbe mai potuto uccidere Thomas Shelby era lo stesso Thomas. Mentre le campane suonano le 11 (armistizio), Tommy decide di risparmiare l'uomo e se ne va. Dopo aver visto la sua carrozza bruciare, Tommy sale sul suo cavallo e scappa via.